# Ho

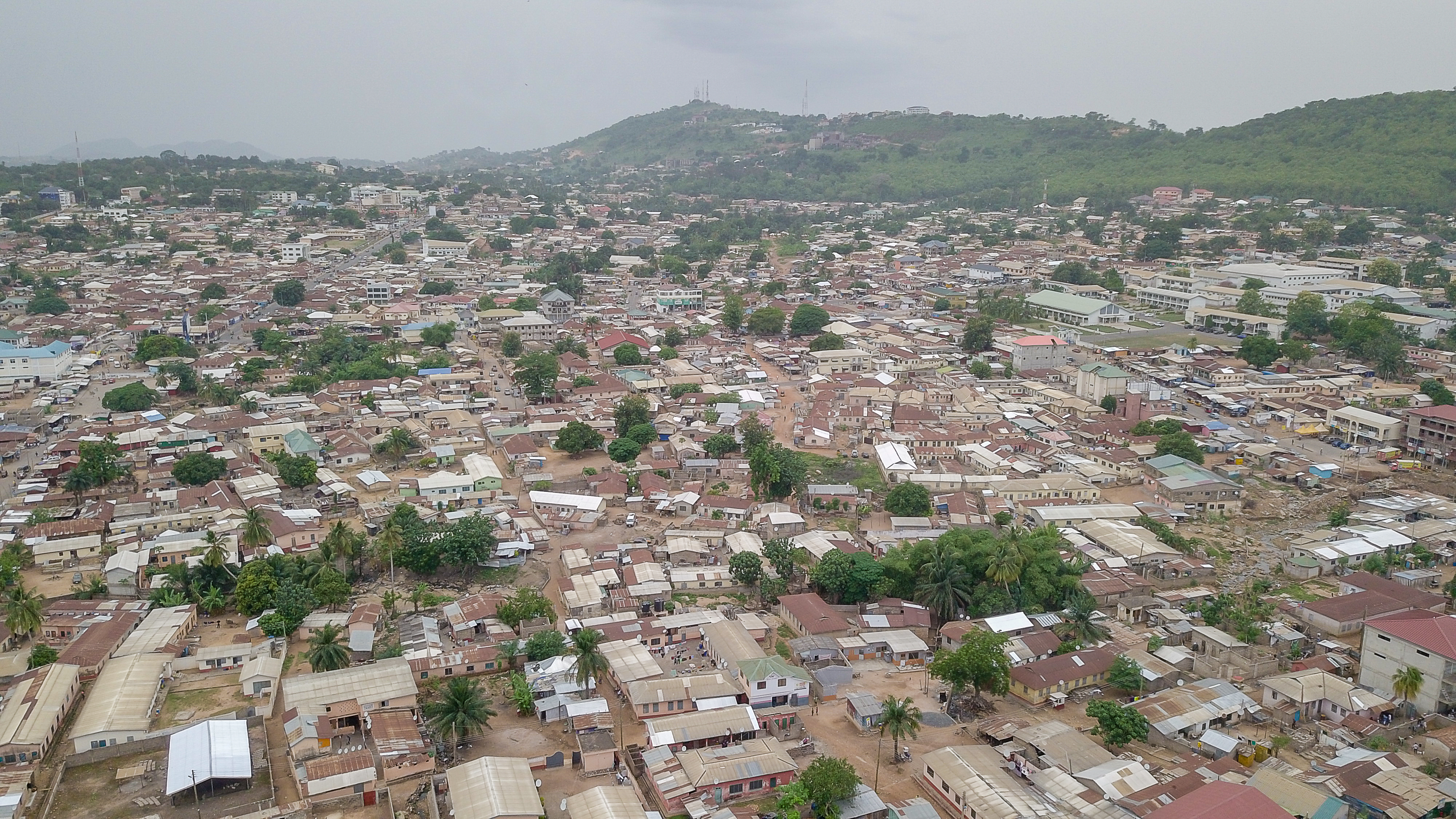
Ho

Ho es una ciudad de Ghana, capital de la región del Volta. La ciudad se encuentra ubicada entre Mount Adaklu y Mount Galenukuis, posee un museo, una catedral y una prisión federal. El idioma hablado mayoritariamente es el ewé.

## Historia
Ho perteneció a la colonia alemana de Togolandia hasta la Primera Guerra Mundial, cuando fue ocupada por los ingleses. Más tarde fue la capital del Mandato de la Sociedad de Naciones de Togolandia Británica hasta su incorporación a la colonia de Costa de Oro.

## Principales áreas
Ho Bankoe, Ho Dome, Ho Heve, Ho Hliha, Ho Ahoe, Ho Fiave, Anlokordzi, Anagokordzi, Little Bethlehem, Voradep village, Barracks new town, Somey down, Lokoe, Godokpoe, Housing, Ssnit Flats, Awatidome, Dave, Hoƒedo, Mawuli Estate, Powerhouse, Ho Kpevele, Donorkordzi, Executive Gardens.

## Pueblos y villas cercanas
Ziavi,
Klefe,
Shia,
Tokokoe,
Taviefe,
Atikpui,
Nyive,
Hodzo,
Tanyigbe,
Akrofu,
Hoviepe, 
Akoepe,
Kpenoe,
Sokode,
Juapong

## Atractivos
Dentro de la ciudad existen varias iglesias, entre ellas una católica localizada en el centro de la ciudad, varias mezquitas y muchos restaurantes, entre ellos uno llamado "La Casa Blanca". También hay un museo y una prisión.

## Deporte
Dentro de la ciudad se encuentra ubicado el Estadio de deportes Ho

## Transporte
La parte central de la ciudad cuenta con caminos pavimentados, mientras que en la periferia la mayoría carece de asfalto. El aeropuerto de Ho comenzó su construcción el año 2015, abriendo sus servicios en el año 2021.

## Salud
La ciudad cuenta con tres hospitales, incluyendo el Hospital Universitario Ho, inaugurado en el año 2019 y el Hospital Municipal de Ho, como principales centros sanitarios de la zona. También existen otras numerosas clínicas para atención básica.